# Stav (Úbislavice)
Stav je vesnice a část obce Úbislavice v okrese Jičín. Nachází se na jihovýchodě Úbislavic. Stav je také název katastrálního území o rozloze 2,09 km².

## Historie
První písemná zmínka o vesnici pochází z roku 1545.
V roce 1596 vesnici prodala Kateřina z Donína jako součást dřevěnického panství Janu Rudolfovi Trčkovi z Lípy.

## Pamětihodnosti
- Kostel svatého Petra a Pavla
- Dvojice soch svatého Jana Nepomuckého
- Krucifix
- Přírodní památka Stav